# Thomas Skriver Jensen
Thomas Skriver Jensen (født 27. marts 1996 i Odense) er en dansk industritekniker og politiker. Han var været medlem af Folketinget for Socialdemokratiet siden 2022.

## Opvækst, uddannelse og erhverv
Skriver Jensen er født i Odense i 1996 som søn af fagforeningsformand Claus Jensen (fagforeningsmand)  og lønningsbogholder Lone Skriver. Han gik i skole i Skamby på Nordfyn og var et år på Rejsby Europæiske Efterskole i Rejsby syd for Ribe. Han blev student (stx) fra Nordfyns Gymnasium i Søndersø i 2015. Han var værnepligtig i Den Kongelige Livgarde og er uddannet industritekniker på Syddansk Erhvervsskole i Odense 2019. Han har derefter arbejdet som industritekniker på arbejdspladser i Odense, Assens og Ullerslev. Han var tillidsrepræsentant 2021-2022.

## Politisk karriere
Skriver Jensen var landsformand for Dansk Metal Ungdom 2018-2021 og medlem af Dansk Metals hovedbestyrelse i samme periode. Han blev næstformand i DUI-Leg og Virke i 2022.
Han blev folketingskandidat for Socialdemokratiet i Odense Sydkredsen i 2021 og valgt til Folketinget ved folketingsvalget 1. november 2022. Han fik i alt 3.726 personlige i Fyns Storkreds, heraf 1.075 i Odense Sydkredsen. Han var den kandidat der fik flest stemmer i Odense Sydkredsen Skriver Jensen er Socialdemokratiets erhvervsuddannelsesordfører i Folketinget.

## Privatliv
Skriver Jensen bor i  Ullerslev. Han er samboende uden at være gift og har ikke børn.